# Единородный Сыне

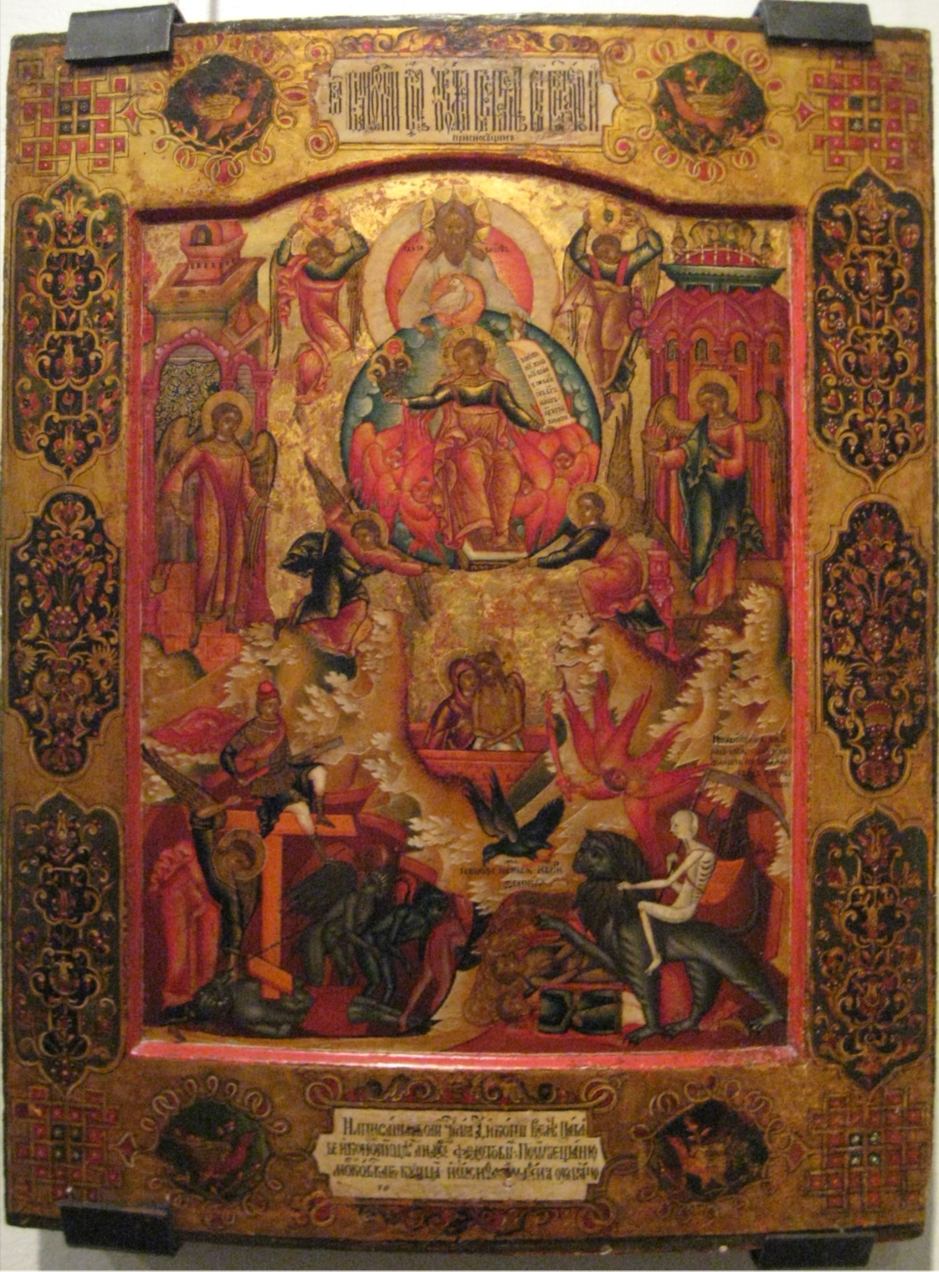

«Единоро́дный Сы́не» — неизменяемый православный гимн, входящий в состав второго антифона литургий Иоанна Златоуста и Василия Великого (православная церковь и восточнокатолические церкви, использующие византийский обряд). Описывает воплощение и Божественную и Человеческую природы Иисуса Христа.

## Название
В числе ветхозаветных пророчеств о Христе есть текст Захарии, предсказывающий раскаяние иудеев:
- «И будет в тот день, Я истреблю все народы, нападающие на Иерусалим. А на дом Давида и на жителей Иерусалима изолью дух благодати и умиления, и они воззрят на Него, Которого пронзили, и будут рыдать о Нем, как рыдают об единородном сыне, и скорбеть, как скорбят о первенце» (Зах. 12:9—10).

## Текст
Церковнославянский: «Единоро́дный Сы́не и Сло́ве Бо́жий, безсме́ртенъ Сый, и изво́ливый спасе́нія на́шего ра́ди воплоти́тися отъ Святы́я Богоро́дицы и Присноде́вы Марíи, непрело́жно вочелове́чивыйся, распны́йся же Христе́ Бо́же, сме́ртію сме́рть попра́вый, Еди́нъ Сый Святы́я Тро́ицы, спрославля́емый Отцу́ и Свято́му Ду́ху, спаси́ насъ»
Греческий: «Ὁ μονογενὴς Υἱὸς καὶ Λόγος τοῦ Θεοῦ, ἀθάνατος ὑπάρχων καὶ καταδεξάμενος διὰ τὴν ἡμετέραν σωτηρίαν, σαρκωθῆναι ἐκ τῆς ἁγίας Θεοτόκου καὶ ἀειπαρθένου Μαρίας, ἀτρέπτως ἐνανθρωπήσας σταυρωθείς τε, Χριστὲ ὁ Θεός, θανάτῳ θάνατον πατήσας, εἷς ὢν τῆς ἁγίας Τριάδος, συνδοξαζόμενος τῷ Πατρὶ καὶ τῷ Ἁγίῳ Πνεύματι, σῶσον ἡμᾶς»
Русский: Единородный Сын и Слово
Бога бессмертное, что изволило спасения
нашего ради воплотиться от Святой
Богородицы и Приснодевы Марии, неизменно
вочеловечившееся и распявшееся за нас
 смертию смерть поправшее – Христос
Бог во Святой Троице  единосущный и 
сопрославляемый Отцу и Святому Духу,
спаси нас!   

## История и значение
Существует устойчивое мнение, что гимн написал около 536 года византийский император Юстиниан I. «Единородный Сыне» отражает полемику времени христологических споров между православными и монофизитами.
С одной стороны, гимн утверждает вероопределение Халкидонского собора о двух природах во Христе: подчёркивается как Божественная (Христос называется единородным Сыном, бессмертным, прославляемым вместе с Отцом и Святым Духом), так и человеческая природа (Христос воплотился и непреложно (истинно и неизменно) вочеловечился, то есть стал Человеком, и так же непреложно претерпел распятие). С другой стороны, в духе примирительной политики Юстиниана для выражения православной мысли используются любимые монофизитами фразы. В данном случае такой фразой является «Един сый Святыя Троицы», которой монофизиты подчёркивали свою убеждённость исключительно в единосущии Сына Отцу и Святому Духу (в соответствии с учением Никейского собора), но не в единосущии Христа человечеству (определение Халкидонского собора, не принятого монофизитами). Эта формула, будучи изначально монофизитской, в сочетании с остальными бесспорно православными словами гимна теряет свой «монофизитский» оттенок и становится вполне приемлемой с точки зрения Халкидонского собора. Несомненно монофизитский оттенок несут и слова о вочеловечившемся и распятом Слове Божием.
Тактика внешних словесных уступок монофизитам при твёрдом сохранении учения Халкидонского собора характерна для Юстиниана I и нашла достойное завершение на Пятом Вселенском соборе.
Пение гимна «Единородный Сыне» на ежедневных литургиях (как и догматиков на воскресной вечерне) призвано напоминать верным православное учение Халкидонского собора о воплощении Христовом.